# Fußballmannschaft von Åland
Die Fußballmannschaft von Åland (schwedisch Ålands förbundslag i fotboll) ist die offizielle Fußballmannschaft der autonomen und zu Finnland gehörenden Landschaft Åland. Sie wird vom Ålands Fotbollförbund kontrolliert und ist weder Mitglied der FIFA noch der UEFA.
Die Mannschaft nimmt hauptsächlich an den Island Games teil. Åland war Gastgeber der Spiele in den Jahren 1991 und 2009. Die Mannschaft gewann eine Silbermedaille bei den Spielen 2009 und errang 1989 und 1993 eine Bronzemedaille. Zudem erreichte sie den vierten Platz in den Jahren 1991 und 2011.
Die IFK Mariehamn ist der erfolgreichste Verein auf Åland und spielt in der Veikkausliiga, der höchsten Liga in Finnlands Fußball. Der Verein gewann die Liga 2016. Im Männerfußball ist auch IF Fram aus Saltvik aktiv, der jedoch im schwedischen Fußballligasystem spielt und derzeit in der Uppland Norra, der achten Liga, vertreten ist. Åland United ist der führende Frauenfußballverein auf Åland. Der Verein hat dreimal die finnische Meisterschaft und zweimal den finnischen Pokal gewonnen. Zudem qualifizierte sich Åland United für die UEFA Women’s Champions League in der Saison 2010/11. Ein weiterer Verein ist FC Åland, der 2016 in der dritten Liga spielte, aber derzeit in der vierten Spielklasse aktiv ist.

## Turniergeschichte
Åland nahm 1989 erstmals auf den Färöer an den Island Games teil. 1991 wurden sie auf der eigenen Insel vierter und 2009 erreichte man in der Heimat das Endspiel. Nach einer 1:2-Niederlage gegen Jersey, holte das Team Silber. 2023 in Guernsey wurde es in seiner Gruppe letzter und erzielte das schlechteste Ergebnis bei den Games aller Zeiten.
| Island Games | Island Games    | Island Games    | Island Games    | Island Games    | Island Games    | Island Games    | Island Games    | Island Games    |
| Year         | Runde           | Position        | Pkt             | S               | U               | N               | T               | GT              |
| ------------ | --------------- | --------------- | --------------- | --------------- | --------------- | --------------- | --------------- | --------------- |
| 1989         | 3.              | 3.              | 4               | 2               | 0               | 2               | 10              | 12              |
| 1991         | 4.              | 4.              | 4               | 2               | 0               | 2               | 3               | 3               |
| 1993         | 3.              | 3.              | 4               | 3               | 0               | 1               | 7               | 4               |
| 1995         | Gruppe          | 7.              | 4               | 0               | 1               | 3               | 4               | 14              |
| 1997         | Keine Teilnahme | Keine Teilnahme | Keine Teilnahme | Keine Teilnahme | Keine Teilnahme | Keine Teilnahme | Keine Teilnahme | Keine Teilnahme |
| 1999         | Gruppe          | 6.              | 4               | 2               | 0               | 2               | 8               | 6               |
| 2001         | Keine Teilnahme | Keine Teilnahme | Keine Teilnahme | Keine Teilnahme | Keine Teilnahme | Keine Teilnahme | Keine Teilnahme | Keine Teilnahme |
| 2003         | Keine Teilnahme | Keine Teilnahme | Keine Teilnahme | Keine Teilnahme | Keine Teilnahme | Keine Teilnahme | Keine Teilnahme | Keine Teilnahme |
| 2005         | Gruppe          | 7.              | 5               | 2               | 0               | 3               | 6               | 10              |
| 2007         | Gruppe          | 7.              | 4               | 2               | 0               | 2               | 7               | 6               |
| 2009         | Finale          | 2.              | 5               | 3               | 1               | 1               | 10              | 7               |
| 2011         | Vierter         | 4.              | 4               | 1               | 1               | 2               | 8               | 11              |
| 2013         | Keine Teilnahme | Keine Teilnahme | Keine Teilnahme | Keine Teilnahme | Keine Teilnahme | Keine Teilnahme | Keine Teilnahme | Keine Teilnahme |
| 2015         | Gruppe          | 9.              | 4               | 2               | 0               | 2               | 3               | 6               |
| 2017         | Gruppe          | 7.              | 4               | 2               | 2               | 0               | 5               | 2               |
| 2019         | Keine Teilnahme | Keine Teilnahme | Keine Teilnahme | Keine Teilnahme | Keine Teilnahme | Keine Teilnahme | Keine Teilnahme | Keine Teilnahme |
| 2023         | Gruppe          | 13.             | 4               | 0               | 1               | 3               | 2               | 9               |
| Gesamt       | K.o.-Runden     | 12/17           | 46              | 18              | 4               | 24              | 73              | 106             |